# 北会津町柏原
北会津町柏原（きたあいづまち かしわばら）は、福島県会津若松市の大字である。郵便番号は969-6182。

## 地理
会津若松市北西部の北会津地区（旧北会津郡北会津村域）に属する。北で北会津町中荒井、東で北会津町下米塚、南東で北会津町両堂、南西で北会津町松野、西で北会津町西麻生、北西で北会津町東麻生とそれぞれ隣接する。概ね町村制施行以前の北会津郡柏原村域の流れを汲む地域である。北会津地区中南部に位置し、中央部を福島県道72号会津坂下会津本郷線が南北に縦断する。域内全域にわたり農地が広がり、中央部の字宮尻周辺に集落が位置する。北会津地区の他大字と同様に民家がある区画のほとんどは「字」以降を付けず大字に直接番地が続く住所表記がなされる。 

### 主な字
字
- 石仏
- 西大道端
- 東大道端

- 松木台
- 三島台
- 宮尻

## 歴史
- 1879年1月27日 - 柏原村が福島県内における郡区町村制の施行により北会津郡の村となる。
- 1889年4月1日 - 町村制の施行により柏原村が周辺6村と合併し川南村が発足する。旧柏原村域は川南村大字柏原となる。
- 1956年5月1日 - 川南村が荒舘村と合併して北会津村が発足し、北会津村の大字となる。
- 2004年11月1日 - 北会津村が会津若松市に編入され会津若松市の大字となるのに伴い北会津町柏原へと変更される。

## 世帯数と人口
2024年1月1日現在の世帯数と人口は以下の通りである。
| 大字         | 世帯数 | 人口 |
| ------------ | ------ | ---- |
| 北会津町柏原 | 26世帯 | 84人 |

## 小・中学校の学区
市立小・中学校に通う場合、学区は以下の通りとなる。
| 番地 | 小学校                 | 中学校                   |
| ---- | ---------------------- | ------------------------ |
| 全域 | 会津若松市立川南小学校 | 会津若松市立北会津中学校 |

## 交通

### 道路
- 福島県道72号会津坂下会津本郷線
- 幹線一級市道33号

## 施設
- 柏原公民館
- 村社神明神社